# Green for Danger
Green for Danger (br Verde Passional) é um filme de suspense britânico de 1946 de dirigido por Sidney Gilliat.
O filme faz parte da lista dos 1000 melhores filmes de todos os tempos do The New York Times.